# Historisch overzicht van de bose-einsteincondensatie
Hieronder staat een historisch overzicht van de bose-einsteincondensatie.

## Jaren 20 van de 20e eeuw
Begin jaren twintig van de 20e eeuw ontwikkelde de Indische wetenschapper Satyendra Nath Bose een nieuwe afleiding voor de stralingswet van Planck. Deze nieuwe afleiding maakte gebruik van enkele nieuwe ideeën, waaronder het deeltjesaspect van licht. Het idee van licht als kwantum lag op dat moment het grootste deel van de natuurkundige gemeenschap zwaar op de maag. De meeste natuurkundigen negeerden het idee of stonden er afwijzend tegenover. Robert Millikan, bijvoorbeeld, probeerde uit alle macht de foto-elektrische vergelijking, en daarmee het kwanteus karakter van licht te falsifiëren. Zelfs nadat Albert Einsteins foto-elektrische wet algemeen werd aanvaard, was er, buiten Einstein zelf, eigenlijk niemand met naam en faam die ook maar iets met het idee van lichtkwanta te maken wilde hebben.
Omdat Bose zijn artikel aanvankelijk niet gepubliceerd kreeg, stuurde hij het naar Albert Einstein. Einstein zag wel wat in Boses benadering en gebruikte zijn invloed om het artikel gepubliceerd te krijgen. 
Boses statistische theorie was ontwikkeld voor lichtdeeltjes, maar Einstein paste Boses benadering ook toe om een systeem van niet-interagerende massadeeltjes te beschrijven. In Einsteins tweede publicatie over dit onderwerp (gepubliceerd in 1925 en het manuscript in 2005 teruggevonden) beschrijft hij het condensatiefenomeen, dat we nu kennen onder de naam bose-einsteincondensatie (BEC).

## Jaren 40 van de 20e eeuw
Pas rond 1940 komt bose-einsteincondensatie opnieuw onder de aandacht, wanneer Pjotr Kapitsa de overgang naar de supervloeibare fase van helium waarneemt. Fritz London was de eerste die er op wees dat deze overgang als bose-einsteincondensatie gekarakteriseerd kan worden. Er zijn echter wel enkele verschillen. De BEC-theorie was opgesteld voor een gas van niet (of zwak) interagerende deeltjes, wat zeker niet het geval is voor een vloeistof. Verder merkte men experimenteel dat in het helium hoogstens 10% van de deeltjes zich in de supervloeibare fase bevond, waar bose-einsteincondensatie eigenlijk geen begrenzing oplegt. Men had met supervloeibaarheid dus enkel een analogon voor bose-einsteincondensatie in interagerende systemen gevonden. 

## Jaren 90 van de 20e eeuw
Hierna duurt het tot 1993 vooraleer we weer van bose-einsteincondensatie horen. Deze keer is het de waarneming van een bose-einsteincondensaat van excitonen in een halfgeleider. Alhoewel de interacties hier zwak van aard zijn, zijn ze niet zo goed begrepen en zorgt de opbouw van het systeem voor de nodige moeilijkheden bij de analyse ervan.
Het is dan uiteindelijk in 1995 voordat groepen van het Joint Institute for Laboratory Astrophysics (Eric Cornell en Carl Wieman) en het Massachusetts Institute of Technology (Wolfgang Ketterle) er voor het eerst in slagen een bose-einsteincondensaat in een gas van een alkalimetaal (rubidium-87) te observeren. Cornell en Wieman observeerden een gas van rubidiumatomen en Ketterle observeerde een gas van natriumatomen. In datzelfde jaar heeft de groep van de Rice University (Randy Hulet) sterke aanwijzingen dat ze een bose-einsteincondensaat gecreëerd hebben in een lithiumgas. In 2001 kregen Cornell, Wieman en Ketterle de Nobelprijs voor de Natuurkunde voor deze opmerkelijke prestatie.
De ontwikkeling van de laserkoelingstechniek heeft in belangrijke mate bijgedragen aan het creëren van het bose-einsteincondensaat. Zeventig jaar na de theoretische ontwikkeling is men nu eindelijk in staat theorie en experiment naast elkaar te leggen en te vergelijken.

## Verdere ontwikkelingen
Het verhaal van bose-einsteincondensatie eindigt echter niet bij de realisaties van de groepen van Cornell & Wieman en Ketterle. Er zijn in 2004 reeds meer dan 30 groepen wereldwijd geslaagd in het creëren van condensaten en hun aantal blijft groeien.
Toen in 1995 ineens experimentele controle van de theorie mogelijk werd, was dit het startschot voor een explosie aan onderzoek op dit gebied. Waar er de voorgaande zeventig jaar een handvol publicaties over het onderwerp verschenen waren, verschijnen er sinds 1995 ineens enkele honderden per jaar. Ontwikkelingen, zowel op theoretisch als op experimenteel vlak, blijven elkaar zeer snel opvolgen. Diverse van deze ontwikkelingen zijn terug te vinden bij toepassingsmogelijkheden voor bose-einsteincondensaten.

## Het manuscript
Op 22 juli 2005 dook aan de Universiteit Leiden, in het archief van Paul Ehrenfest, die hoogleraar was in Leiden en een goede vriend van Einstein, het manuscript op van het artikel waarin Einstein het verschijnsel beschrijft dat later bose-einsteincondensatie zal gaan heten. Het manuscript dateert uit 1924 en werd gevonden door de Utrechtse natuurkundestudent Rowdy Boeyink, die in Leiden onderzoek deed voor zijn scriptie over de Leidse jaren van Ehrenfest.